# Raúl Padilla
Raúl « Chato » Padilla (17 juin 1918 à Monterrey au Mexique – 3 février 1994 à Mexico au Mexique) est un acteur mexicain.
Il était membre de la troupe du réalisateur Chespirito. Il a été rendu célèbre par son personnage de Jaimito el Cartero (Jaimito le facteur) dans la série El Chavo del Ocho. Padilla a intégré le show de Chespirito en 1979 après le départ de Ramón Valdés, reprenant graduellement les rôles qu'interprétait ce dernier.
Il a aussi joué dans le film El Chanfle, écrit et réalisé par Roberto Gómez Bolaños (Chespirito).
Il est décédé des suites du diabète.
Son fils, Raul Padilla Jr. "El Choforo" est également devenu acteur et a aussi travaillé avec Chespirito.